# Cal Jardí
Cal Jardí és un monument protegit com a bé cultural d'interès local del municipi d'Almoster (Baix Camp).

## Descripció
Casa renaixentista, amb un gran portal a la planta baixa, d'arc de mig punt, amb dovelles de pedra, de poc interès arquitectònic. El pis noble té dos balcons, que degueren ésser primerament finestres. El de damunt del portal té dues pilastres jòniques que sostenen un fris que porta una data, i l'altre porta a la llinda, sobre tres veneres en relleu, la següent: "IESUS- MARIA". Galeria superior correguda, amb una filada de petits arcs rodons. Edifici de paredat amb reforços de carreu.

## Història
La inscripció que hi ha a un dels balcons de la façana porta la data "A 12 D FEBRER 1575".